# Lisa Papineau
 (décembre 2014).
Si vous disposez d'ouvrages ou d'articles de référence ou si vous connaissez des sites web de qualité traitant du thème abordé ici, merci de compléter l'article en donnant les références utiles à sa vérifiabilité et en les liant à la section « Notes et références ».
Lisa Papineau est une chanteuse américaine originaire de Vermont. Elle fait partie des membres fondateurs de Big sir, avec Juan Alderete (The Mars Volta, Racer X). Elle a fondé Pet avec Tyler Bates dont le premier opus fut produit par Tori Amos. Elle a participé notamment à des albums de Air, M83, Anubian Lights, Farflung, P.O.D., Crooked Cowboy and the Freshwater Indians, et a collaboré avec Jun Miyake.

## Biographie
Née aux États-Unis, Lisa Papineau a grandi en Nouvelle Angleterre. Elle commence à écrire et à composer alors qu'elle sévit dans l'art performance et le théâtre expérimental à New York. Après une overdose de littérature postmoderne, elle part sur un coup de tête pour Los Angeles. Elle entame alors une collaboration tendrement nommée Pet avec le compositeur Tyler Bates. Pet fut la première signature du label de Tori Amos, Igloo, au sein d'Atlantic Records. Cependant, ce sont les apparitions dans les bandes originales des longs métrages The Crow: City of Angels et The Last Time I Committed Suicide (sortie sur Blue Note Records) qui leur ont permis d'être connus d'un plus grand public.
Après la séparation de Pet, Papineau commence un projet nommé Big Sir avec le bassiste Juan Alderete de la Peña du groupe The Mars Volta. Ils ont depuis sorti trois albums et en enregistrent actuellement un quatrième. Leurs albums comprennent des remixes de Dan the Automator et Sugar de Buffalo Daughter, et des collaborations avec Money Mark Nishita et Cedric Bixler-Zavala, chanteur de The Mars Volta.
En plus de ses propres projets, Lisa Papineau a collaboré à la fois en tant qu'auteur et chanteuse à de nombreux disques. Elle apparaît notamment sur les albums "10,000 Hertz Legend" et "Talkie Walkie" du duo Air, "Before the Dawn Heals Us" de M83 et dernièrement sur "Stolen From Strangers" de Jun Miyake ainsi que sur la b.o. du film Watchmen (mars 09).

## Discographie
avec PET
- Pet (Igloo records)

avec Big sir
- Big Sir (2000)
- Now that's what I call Big Sir (2002)
- What is it? (2004, Toxic-music)
- Und Die Scheiße Ändert Sich Immer
- Before Gardens After Gardens

Sous le nom de Lisa Papineau
- Night Moves (2005, Toxic Music)
- Red Trees (2008, Yellowbird Records)
- Blood Noise (2013, Neurotic Yell Records)
- Oh Dead On Oh Love (2019)